# Jean-Max de Chavigny
Jean-Max de Chavigny, né le 12 octobre 1965 à Schœlcher, est un véliplanchiste français.

## Biographie
Jean-Max de Chavigny est médaillé d'argent en Mistral aux Goodwill Games de 1994 à Saint-Pétersbourg. Il termine ensuite cinquième de la finale de Mistral aux Jeux olympiques d'été de 1996 à Atlanta.